# Weingut Grassl
Das Weingut Grassl in Göttlesbrunn ist ein österreichisches Weingut im Weinbaugebiet Carnuntum in Niederösterreich.

## Geschichte
Seit 2016 leitet das Winzerpaar Angelika und Philipp Grassl den Betrieb und „arbeitet Hand in Hand mit den Eltern Susanne und Hans“, die das Weingut von Philipps Großvater übernommen hatten. Dieser hatte nach dem Zweiten Weltkrieg begonnen, Wein in Flaschen zu füllen. Das Weingut ist Mitglied der „Rubin Carnuntum Weingüter“ und der Vereinigung Österreichische Traditionsweingüter (ÖTW). Es gilt als einer der erfolgreichsten Weinbaubetriebe des Weinbaugebiets Carnuntum.

## Rebfläche, Sorten
Die Rebfläche beträgt 37 Hektar, wovon 75 Prozent mit roten und 25 Prozent mit weißen Rebsorten bestockt sind (Stand 2018). Bei den Rotweinen entfällt rund die Hälfte der Produktion auf die Sorte Zweigelt, die zugleich Leitsorte des Gebiets ist. Rund 25 Prozent der Rotwein-Anbaufläche sind mit Pinot Noir und St. Laurent bestockt, der Rest entfällt auf Blaufränkisch sowie auf internationale Rebsorten, die für die Cuvées benötigt werden. Einen Namen gemacht hat sich das Weingut vor allem mit der Premium-Rotweincuvée Bärnreiser sowie mit Premiumweinen aus den Sorten St. Laurent und Zweigelt. Im Weißweinsegment sind Qualitätsweine der Sorten Chardonnay, Sauvignon Blanc, Grüner Veltliner und Gelber Muskateller zu verzeichnen.